# Power Balance

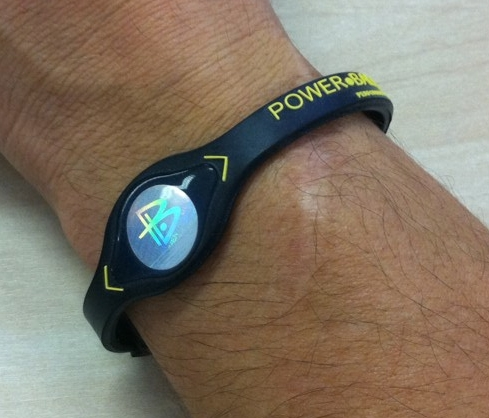
Una pulsera Power Balance.

Power Balance fue una de las pulseras fabricadas por la empresa homónima que alcanzó cierta fama desde 2009. Es una simple pulsera de material plástico a la que sus creadores dieron supuestos efectos beneficiosos sobre la salud.
La publicidad de Power Balance indica que esta contiene «un holograma que funciona a través de frecuencias que se hallan en nuestro ambiente natural, de las que sabemos sus buenos efectos en el campo de energía del cuerpo. Esto ayuda a desarrollar el equilibrio, la flexibilidad, la fortaleza y el bienestar general». Desde un punto de vista científico, la afirmación no tiene sentido.
Ante el éxito de ventas, Power Balance diversificó sus productos sumando relojes colgantes
 e incluso muñequeras.Así surgieron más empresascon productos similares, lo que creó el término genérico pulseras energéticas.

## Polémica y denuncias
Power Balance causó un gran impacto, tanto por los miles de ventas y acérrimos defensores, como por las reacciones de críticos al nulo rigor científico de su publicidad. Algunas declaraciones extrañas de Troy Rodarmel, uno de los inventores de Power Balance, en que defendía que «Hay pruebas de que puedes hasta sostener un plátano o una manzana y eres más fuerte» le sumaron polémica.
Facua (Consumidores en Acción en España) denunció en abril de 2010 a la empresa Power Balance por publicidad engañosa y por anunciar como medicamento un producto no aprobado por Sanidad.
Diversos estudios científicos han demostrado que los productos de Power Balance no tienen ningún efecto real.
A fines de 2010 la propia compañía advirtió en Australia que los efectos de las pulseras no están sustentados por evidencia científica. Además, la empresa ofreció reembolsarles su dinero a los australianos que así lo deseen.
En noviembre de 2011 la empresa fue condenada por estafa y obligada a pagar USD 57 millones a un grupo de consumidores en Estados Unidos. Debido a esta multa, Power Balance tuvo que declararse en bancarrota. En 2012, los hermanos vendieron la empresa a una compañía china por 8 millones de dólares y se desvincularon totalmente de la empresa. Actualmente, se venden las pulseras como un accesorio deportivo más, sin prometer ningún beneficio para la salud, pero su popularidad decayó notoriamente. 